# دون برينان
دون برينان (10 فبراير 1920 - 9 يناير 1985 في المملكة المتحدة) (بالإنجليزية: Don Brennan)‏ هو لاعب كريكت بريطاني وبريطاني (وحمل سابقاً جنسية المملكة المتحدة لبريطانيا العظمى وأيرلندا). شارك مع منتخب إنجلترا للكريكت. أما مع النوادي، فقد لعب مع نادي مقاطعة يوركشاير للكريكت ‏ ونادي مارليبون للكريكت ‏.

## وصلات خارجية
- دون برينان على موقع إي آس بي آن كريك إنفو (الإنجليزية)